# Десото-Лейкс (Флорида)
Десото-Лейкс (англ. Desoto Lakes) — переписна місцевість (CDP) в США, в окрузі Сарасота штату Флорида. Населення — 2137 осіб (2020).

## Географія
Десото-Лейкс розташоване за координатами 27°22′20″ пн. ш. 82°30′3″ зх. д. / 27.37222° пн. ш. 82.50083° зх. д. (27.372120, -82.500707).  За даними Бюро перепису населення США в 2010 році переписна місцевість мала площу 3,28 км², з яких 3,19 км² — суходіл та 0,09 км² — водойми.

## Демографія
Згідно з переписом 2010 року, у переписній місцевості мешкало 3646 осіб у 1491 домогосподарстві у складі 1004 родин. Густота населення становила 1111 осіб/км².  Було 1608 помешкань (490/км²).
Расовий склад населення:
| - 84,4 % — білих - 7,1 % — чорних або афроамериканців - 1,6 % — азіатів - 0,2 % — корінних американців - 4,7 % — осіб інших рас |

До двох чи більше рас належало 2,0 %. Частка іспаномовних становила 16,5 % від усіх жителів.
За віковим діапазоном населення розподілялося таким чином: 21,9 % — особи молодші 18 років, 59,4 % — особи у віці 18—64 років, 18,7 % — особи у віці 65 років та старші. Медіана віку мешканця становила 43,6 року. На 100 осіб жіночої статі у переписній місцевості припадало 84,6 чоловіків;  на 100 жінок у віці від 18 років та старших — 85,2 чоловіків також старших 18 років.
Середній дохід на одне домашнє господарство  становив 68 089 доларів США (медіана — 55 206), а середній дохід на одну сім'ю — 72 884 долари (медіана — 58 546). За межею бідності перебувало 12,8 % осіб, у тому числі 17,7 % дітей у віці до 18 років та 11,8 % осіб у віці 65 років та старших.
Цивільне працевлаштоване населення становило 1748 осіб. Основні галузі зайнятості: освіта, охорона здоров'я та соціальна допомога — 22,7 %, роздрібна торгівля — 19,3 %, мистецтво, розваги та відпочинок — 15,0 %.